# Kamil Kiereś
Kamil Kiereś (ur. 16 lipca 1974 w Piotrkowie Trybunalskim) – polski trener piłkarski. 